# Кольцо камней (Австралия)

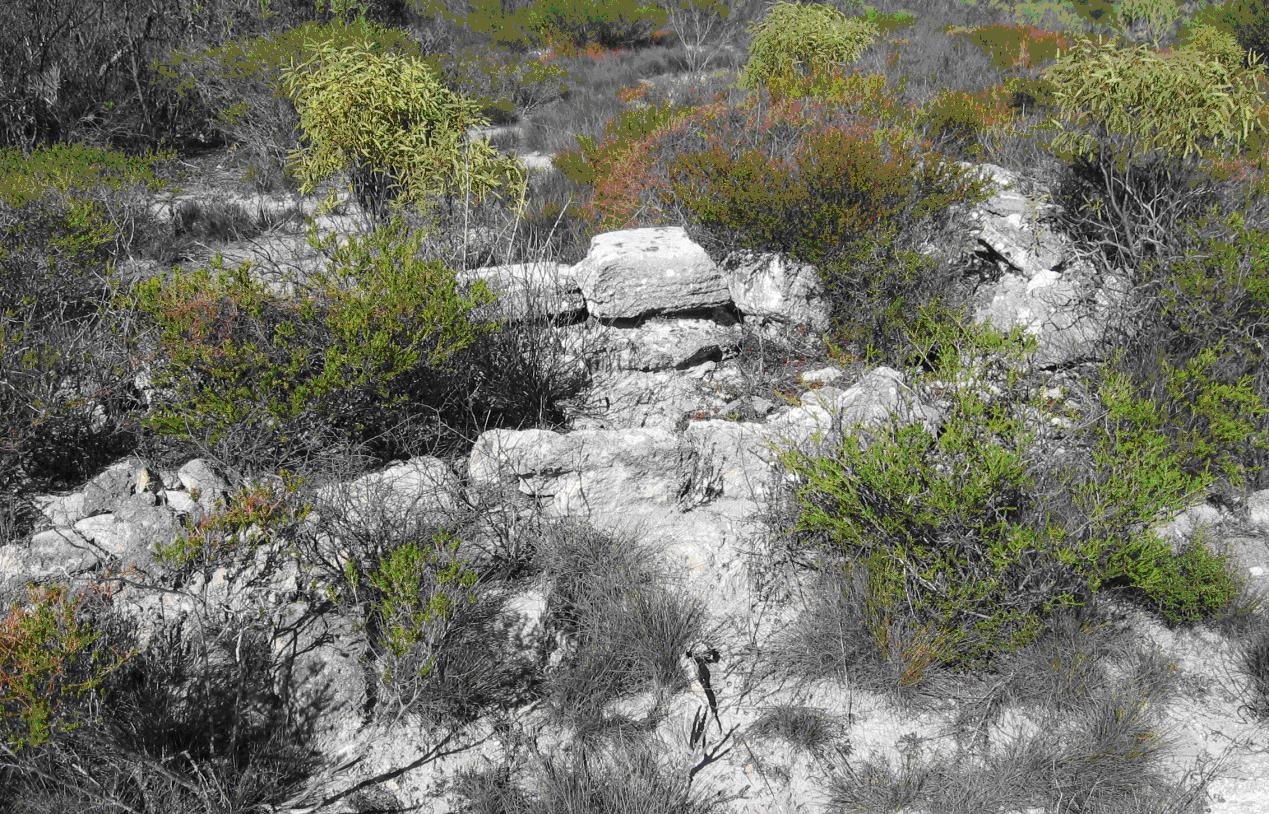
Находка Герритсена, июнь 2009 г.

Кольцо камней, также известное как Круг камней (англ. Ring of Stones, Circle of Stones) — каменное сооружение, возможно, построенное некоторыми из 68 пассажиров голландского корабля Вергюлде Драк, потерпевшего крушение примерно в 100 км к северу от нынешнего Перта (Западная Австралия), в 1656 г. Было впервые обнаружено в 1875 г. геодезистом Адмиралтейства Альфредом Бёртом и его спутником Гарри Огбурном на побережье Западной Австралии. Однако официального сообщения об открытии сделано не было, и Бёрт доложил о находке комиссару полиции Западной Австралии только в 1930-м г. Бёрт определил местонахождение Кольца Камней как западное побережье Западной Австралии, между Вудада-Велл и побережьем, примерно в «полумиле» от побережья.

## Открытие Бёрта
Альфред Эрл Бёрт был сыном сэра Арчибальда Бёрта, первого Председателя Верховного Суда Западной Австралии. В дальнейшем Альфред Бёрт занял место Регистратора Титула и Прав Западной Австралии.
3 ноября 1930 г. Бёрт написал комиссару полиции Западной Австралии и сообщил о своём открытии кольца камней в 1875 году:
 «Я был прикреплён к Адмиралтейской Морской Съёмке в качестве чертёжника под командованием кап. Арчдикона в 1875 году и встал лагерем у колодца на старой прибрежной дороге под названием „Вудада“ из Джералдтона в Перт.
 Однажды мне довелось побывать на побережье на расстоянии около девяти миль, чтобы взять провиант у кап. Арчдикона, который стоял там лагерем, а также получить инструкции. Я отправился вместе с мистером Гарри Огбурном и вьючной лошадью. При приближении к океану мы наткнулись на густую чащу, и, пробираясь через неё, обнаружили расчищенный участок около 14 квадратных футов площадью, со всех сторон окруженный зарослями, а в его центре был круг из камней.»
На схеме, сопровождающей своё письмо, Бёрт указал, что кольцо из камней было 4 фута [1,2 м] в диаметре, внутри круглой поляны 14 футов [5.2 м] в диаметре. Он хотел вернуться на то место, чтобы подробнее изучить его, но не получил разрешения от капитана Арчдикона. Перед смертью Огбурн подтвердил, что других камней поблизости не было, что давало основания думать, что кольцо камней было не природным, а рукотворным.
Бёрт сообщил комиссару о своей старой находке потому, что только что прочёл в книге Хереса 1899-го г. изд. The Part Borne by the Dutch in the Discovery of Australia, 606—1765 о документе, сообщающем о потере голландского судна Вергюлде Драк на побережье Западной Австралии 28 апреля 1656 г. Его внимание к этой записи было привлечено журналисткой Диркси Коуэн, дочерью Эдит Коуэн. Она интервьюировала Бёрта в связи с тем, что он вместе с Арчдиконом во время все той же морской съёмки видел в 1876 к северу от Басселтона развалины неизвестного корабля (Deadwater Wreck). Вергюлде Драк перевозил 78 600 гульденов, которые затонули вместе с кораблём и не были найдены до обнаружения корабля в 1963 г. Бёрт, однако, считал, что круг из камней может отмечать местоположение «клада», денег из Вергюлде Драка, и, по всей видимости, это и послужило поводом для обращения к комиссару полиции.
Комиссар полиции не предпринял никаких немедленных действий. Однако когда в начале 1931 г. два мальчика, Фред и Алистер Эдвардз, нашли в дюнах к северу от Сибёд 40 монет даты чеканки с 1618 по 1655 гг., в том числе испанских реалов, это вызвало множество предположений, в основном касающихся крушения Вергюлде Драк и его сокровищ. Поэтому в мае 1931 г. полиция начала поиски кольца камней. Возглавлял экспедицию констебль Сэм Локстон из Донгары. Помимо него, в ней участвовали сам Бёрт, местный землевладелец А. Р. Даунз, и ещё один местный, мистер Паркер. С 8 по 11 мая члены экспедиции пытались вновь отыскать кольцо камней в районе, указанном Бёртом. Однако в этой части побережья преобладает густой кустарник, в основном акация, скалистые известняковые почвы и крутые песчаные гряды. Бёрт заметил, что в некоторых местах кустарник был настолько непроходимым, что «даже бык не мог бы там пройти». Экспедиция потерпела неудачу. Возникли вопросы о точности воспоминаний Берта. Но в конце концов было решено выжечь местность для облегчения передвижения и поиска и сделать ещё одну попытку. Следующая экспедиция была отправлена в конце февраля 1932 г.
Её снова вёл констебль Локстон, и в ней участвовал Даунз, но на сей раз не было Бёрта. Местному племени, юат, перед началом экспедиции было предписано выжечь местность. Некоторых юат также наняли вести экспедицию и выжигать места, не пострадавшие от предыдущих пожаров. Почти неделю экспедиция обыскивала буш и побережье, однако снова без результата. Локстон заметил, что «песчаные холмы», как он называл дюны, «увеличиваются так быстро, что я бы счёл совершенно возможным, что это место могло быть покрыто песком несколько лет назад».

## Охота за сокровищами

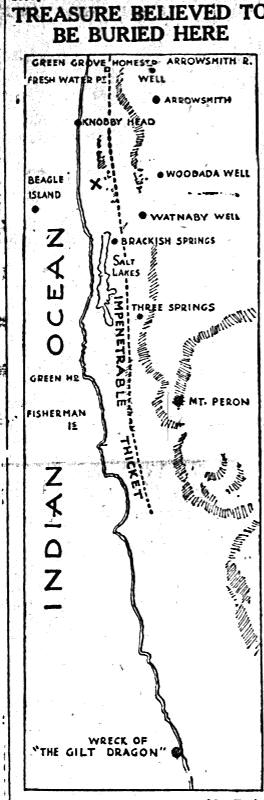
«Сокровище, как считают, зарыто здесь». «Миррор», 21 января 1933 г., стр.8

После второй экспедиции полиция, по всей видимости, не предпринимала никаких дальнейших действий, но в июле 1932 г. фермер из Три-Спрингз, Фред Кинг, написал констеблю Локстону, сообщив ему о камнях, размещённых «по прямой линии на восток и на запад на протяжении примерно одной мили на расстоянии около 150 ярдов друг от друга, указывающей на большой песчаный холм на морском побережье и на Вудада-Велл в 3 милях от берега на востоке». Кинг отметил, что «в настоящее время эти камни скрыты густым кустарником.» Хотя письмо Кинга и было упомянуто в репортаже о поисках сокровища Вергюлде Драк в «Миррор» на следующий год, оно не вызвало никаких последствий и просто было сдано в архив.
В марте 1933 г. констебль Локстон подал ещё один отчёт, указывающий, что мистер Стоукс, лежавший в то время в больнице, утверждает, что был вместе с Бёртом и Огбурном при обнаружении кольца камней в 1875 г. Однако всё оставалось без изменений, пока известный автор и бушман Дж. И. Хэммонд, друг Альфреда Бёрта, решил, что предпримет попытку найти кольцо камней. По всей видимости, в 1937 г. в безуспешных поисках он провёл две недели (за это время он сжёг несколько сотен акров кустарника) и решил, что кольцо было покрыто дрейфующими песками.
Гипотезы относительно клада возобновились с новой силой в марте 1938 г., когда детьми из вспомогательной школы Барамба были найдены ещё старые монеты, в том же районе, что и находка Эдвардзов. В декабре 1938 г. Джек Хэйс и Гэбриэл Пенни обнаружили кольцо из камней, которое они приняли за кольцо Бёрта. Об их находке сообщалось в «Западно-австралийце» от 10 февраля 1939 г.
По всей видимости Пенни, охотник на одичавших лошадей, наткнулся на каменное сооружение примерно в 1931 г., но в дальнейшие исследования не углублялся. Однако в декабре 1938 г. он рассказал об этом Хэйсу, владельцу гостиницы «Донгара», и они отправились на поиски камней. Они проехали около девяти миль [14.4 км], а дальше пошли пешком. Их путь «значительно осложнялся колючим кустарником», но Пенни привёл Хэйса на то самое место. Как описывал Хэйс,
«На расчищенном участке было три группы камней … Одна была в виде кольца, а две другие — прямоугольной формы, расположенные на каждой стороне круга. Одна из прямоугольных областей была примерно 22 ярдов в длину и со сторонами около трех футов».
Были сделаны фотографии, к сожалению, плохого качества, с изображением кольца и части одной из выступающих линий камней.
По словам Хэйса, «всё было построено так, чтобы служить указателем». Кольцо располагалось «по крайней мере в двух милях от побережья», более подробной информации предоставлено не было. Они начали искать сокровища, но нашли только известняковое основание «под не более чем двумя дюймами песка, с редкими выбоинами от шести до девяти дюймов глубиной». Так прекратилась эта охота за сокровищами. Поиск оригинала письма Хэйса журналисту Урену, произведённый в 1991 г. в бумагах Урена, хранящихся в Государственной Библиотеке Западной Австралии не дал результатов.

## Экспедиции Герритсена и прочие экспедиции
В своей книге 1994-го г. And their Ghosts May Be Heard Руперт Герритсен предположил, что кольцо из камней могло быть построено моряками с Вергюлде Драк, чтобы показать возможным искателям, что они направились вглубь острова в северо-восточном направлении, как обозначено длинной выступающей линией камней. Рассматривались и другие возможные объяснения, такие, как туземное сооружение или указатель маршрута следования скота, но ни одно не было сочтено убедительным. Старейший маршрут скота пролегал через более увлажнённую местность около 15 км вглубь, а туземные каменные сооружения в южной Западной Австралии редки. Нет ни одного из них такой формы, какая описана у Хэйса, и они обычно не располагаются в таких негостеприимных и труднодоступных местах. Последние утверждения о связи кольца из камней с предполагаемым аборигенским, каменным сооружением Энеабба не выдерживают серьёзной критики.
Чтобы выяснить точную природу кольца камней, Руперт Герритсен, в сотрудничестве с Бобом Шеппардом, исследователем и директором Warrigal Press, провели обширные исследования и полевые изыскания. Опираясь в первую очередь на отчёты, опубликованные в газетах и информации из книги Малколма Урена, Sailormen’s Ghosts, Герритсен, Шеппард и другие в апреле 2004 г. провели предварительную экспедицию, чтобы снова обнаружить Кольцо. Область исследования основывалась на карте, опубликованной в «Миррор» в 1933 г., на пути, которым шёл Берт в 1875 г., на ограниченной географической информации от Хэйса и Пенни.
Из-за прибрежного кустарника и вереска, покрывающих крутые реликтовые дюны, область поиска была относительно недоступна, и исследователи пользовались двумя полноприводными автомобилями. Однако из-за характера местности, пострадавшей от пожара в предыдущие годы, сильно страдали шины автомобилей. Экспедиция закончилась раньше запланированного времени в Лемане из-за того, что все колеса, в том числе запасные, были в той или иной степени спущены.
Основываясь на этом опыте, Герритсен пришёл к выводу, что единственный приемлемый способ поиска — это пеший поход. Он собирался отправиться в новую экспедицию в октябре 2008 года, когда Шеппард смог найти оригинал письма Бёрта, его карту и соответствующие доклады полиции в архиве Государственного Управления Регистрации Западной Австралии. Из этих документов было очевидно, что форма, расположение и размер кольца камней Берта существенно отличались от кольца камней, найденных Хэйсом и Пенни. Стало понятно, что на самом деле это два разных кольца камней.
Вооружившись документами из полицейских архивов, в том числе рукописной картой Бёрта, Герритсен начал поиск на основе расстояния от берега, данного Бёртом, и относительного положения кольца камней из его карты. В результате ему удалось найти возможное кольцо Бёрта в течение одного дня, 28 октября 2008 г. Место его расположения косвенно подтвердилось и на следующий день, когда Бёрт вышел из Вудада-Велл, как указано на его карте. Однако, хотя расположение совпадало с описанием Бёрта, в центре поляны лежала куча камней размерами 2,1*1,0*0,2 м, напоминающих надгробные камни. Герритсен сфотографировал это место, снял показания GPS и обследовал его металлодетектором. По возвращении в Перт он сообщил Шеппарду, который пришёл на это же место через несколько дней и подтвердил, что место кажется правильным и что груда камней действительно напоминает могилу.

## Расследование Отдела по особо важным делам
Об этом сообщили Департаменту морской археологии Музея Западной Австралии. Из-за подозрения, что это может быть могила, Герритсену посоветовали обратиться в полицию штата Западная Австралия, что и было сделано, с предоставлением всей необходимой информации и фотодоказательств. Этот материал затем передали в Отдел по особо важным делам.
Отдел по особо важным делам начал расследование, и в феврале 2009 г., пришёл к заключению, что это не могила, а просто груда камней. Руперт Герритсен предположил, что эта груда камней осталась от кольца камней Бёрта, а камни были сложены посреди поляны охотниками за сокровищами, когда-то ранее нашедших эту поляну. Открытие Шеппардом и Герритсеном впоследствии двух других каменистых мест всего 200—300 м в отдалении, где камни, кажется, также были свалены в кучу, придало этому предположению некоторый вес.

## Дальнейшие экспедиции
После этого основное внимание перенеслось на поиски кольца камней Хэйса и Пенни. В то время как кольцо камней Бёрта было в полумиле от берега, 4 футов в диаметре и образовывало простой круг, кольцо Хэйса-Пенни было «около» или «по крайней мере» в двух милях от побережья, восьми футов в диаметре, и обладало выходящей из него линией из камней, выглядящей «как указатель». Кроме расстояния от берега, конкретных географических сведений в отчёте Хэйса и Пенни не было. Скорее всего, они ехали на юг из Донгары до конца грунтовой дороги «примерно в девяти милях» от их кольца камней, а затем шли пешком «семь или восемь миль» (11,2 — 12,8 км)
Основываясь на ограниченной, неточной и противоречивой информации Хэйса, а также пользуясь картами того времени, Герритсен попытался реконструировать его путешествие. Предварительная оценка показала местоположение кольца Хэйса-Пении примерно в 25 км к юго-востоку от Донгары и в 30 км от кольца Бёрта.
Чтобы исключить другие возможности, Герритсен начал также исследовать на этом участке побережья каменные сооружения аборигенов из справочной системы Западно-австралийского Департамента по делам коренных народов, а именно места, обозначенные как Каменное Сооружение Энеабба (место № 4760) и Энеабба Запад (место № 15297). Первое из этих сооружений, несмотря на тщательные поиски, в указанном месте найти не удалось. Проверка же второго совершенно явно показала, что Eneabba West ни в малейшей степени не похожа на кольцо из камней. Однако при проверке этого места в непосредственной близости от него 17 июня 2009 г. Герритсеном были обнаружены остатки сооружения, похожего на рукотворную каменную стену.
Сооружение находится в относительно недоступном месте и имеет вид наблюдательного пункта или оборонительного сооружения. Несмотря на тщательную двукратную проверку, шурфование и проверку металлоискателем окрестностей в 2009 году, никаких следов человеческой деятельности или присутствия обнаружено не было. Рассматриваются следующие возможные объяснения этого сооружения: это сооружение аборигенов, либо выживших при крушении Вергюлде Драк, либо беглых каторжников, гуртовщиков, туристов или участников военных учений в этом районе.
Поиски кольца камней Хэйса-Пенни начались в июне 2009 г. На основе реконструкции путешествия Хэйса и Пенни была оконтурена территория площадью 6,4 кв. км. Также принимались во внимание опубликованные фотографии, дающие визуальные подсказки относительно природы местности, где было найдено кольцо камней.
К июлю 2010 г. поиски в обозначенной зоне были завершены без результата. После этого Руперт Герритсен предпринял новые изыскания в архивах «Западно-австралийца» для выяснения, сохранилось ли письмо Хэйса Урену в феврале 1939 г., а также «набросок местности» или хотя бы ещё одно фото, сопровождающее оригинал письма, о которых говорит Урен. Эти поиски также оказались безуспешными.
Поиск кольца камней Хэйса-Пенни продолжается до сих пор.